# 拉萬薩爾
拉萬薩爾是伊朗的城市，位於該國西部札格羅斯山脈西部，由克爾曼沙汗省負責管轄，距離首府克爾曼沙赫55公里，海拔高度1,322米，2006年人口16,383。